# João Emanuel Carneiro
Pour les articles homonymes, voir Carneiro (homonymie).
João Emanuel Carneiro, né le 17 février 1970 à Rio de Janeiro, est un scénariste et réalisateur brésilien.

## Filmographie

### Télévision
- 2000 : A Muralha, Rede Globo
- 2001 : Os Maias, Rede Globo
- 2002 : Desejos de Mulher, Rede Globo
- 2004 : Da Cor do Pecado, Rede Globo
- 2006 : Cobras & Lagartos, Rede Globo
- 2009 : A Favorita, Rede Globo
- 2010 : Cama de Gato, Rede Globo
- 2010 : A Cura, Rede Globo
- 2012 : Avenida Brasil, Rede Globo
- 2015 : A Regra do Jogo, Rede Globo